# Eilema apricina
Eilema apricina là một loài bướm đêm thuộc phân họ Arctiinae, họ Erebidae.